# Lanakerveld

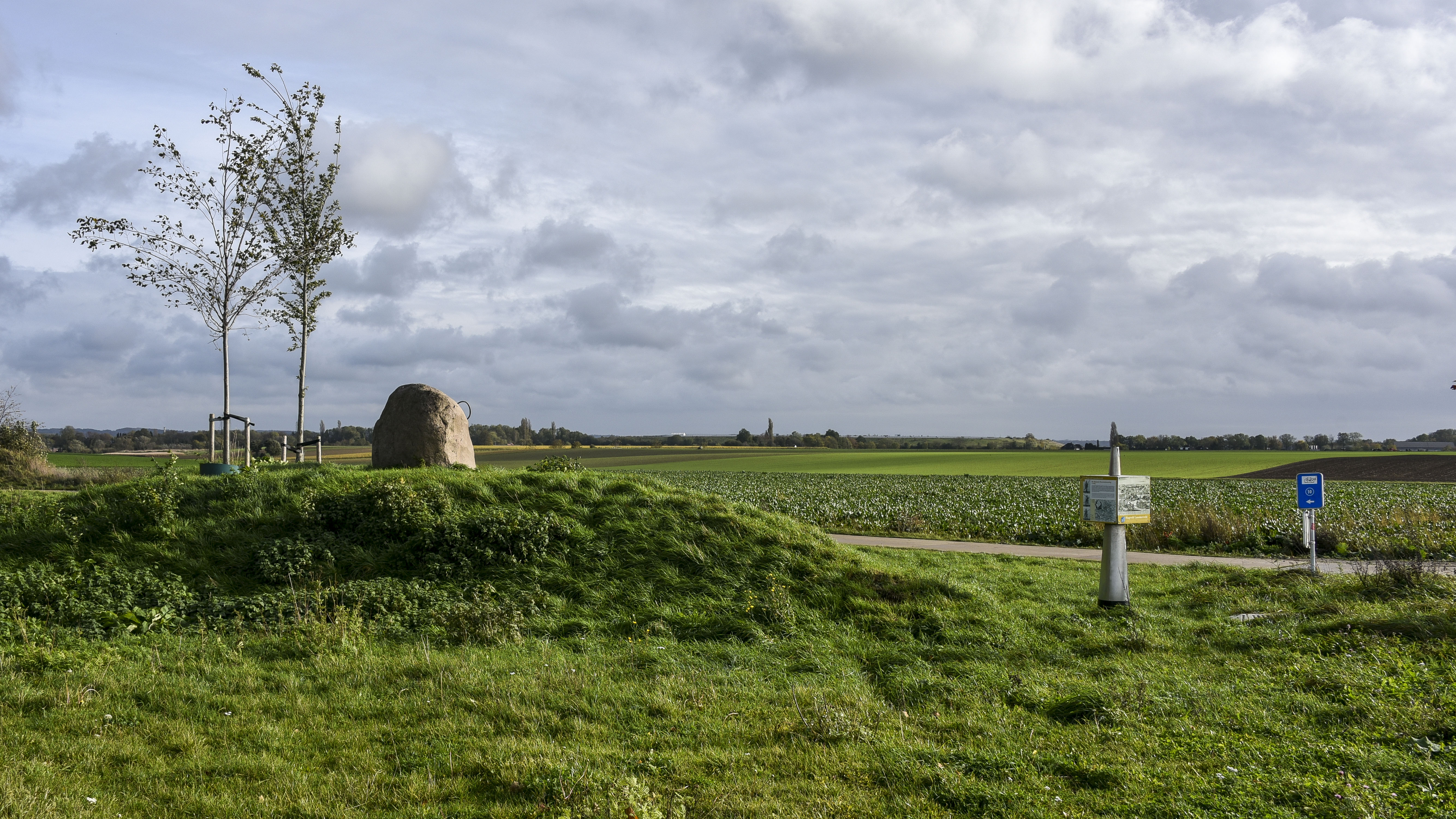
Lanakerveld

Lanakerveld est le nom d'un quartier peu peuplé situé au nord-ouest de la municipalité de Maastricht.

## Compléments